# 納谷和玖
納谷 和玖（なや かずひさ、1973年11月22日 - ）とは、大井競馬場所属の元騎手、現調教師である。神奈川県出身、血液型O型。

## 騎手時代
1991年3月31日付けで地方競馬騎手免許を取得し、久保杉利明厩舎から騎手デビュー。同年5月1日、大井競馬第6競走（サラ系C2十二組一般戦）アサヒシヨウウンでレース初騎乗（12頭立て9番人気7着）。同年6月18日、大井競馬第4競走（サラ系4歳条件戦）でカネマーチに騎乗（12頭立て8番人気）し、23戦目で初勝利を挙げる。
本人は3年目（1993年）までは順調だったと述べているがその後成績が低迷、出直すために所属厩舎を変更している。
2003年8月14日、大井競馬場で行われた第37回黒潮盃でジョイフルハヤテ（16頭立て11番人気）に騎乗し逃げ切り、重賞初勝利となる。
2006年には中央競馬で騎乗する機会があり、4月16日には中山競馬第5競走（3歳500万下）で9着、5月6日には東京競馬第6競走（3歳500万下）で10着となった。
2007年5月25日、大井競馬第7競走（特選B2四組B3四組一般戦）でピエールマドンナ（14頭立て2番人気）に騎乗し、地方競馬通算300勝を達成。
2007年8月4日付けで栗田知治厩舎から荒居貴美夫厩舎へ所属変更。荒居の調教師引退に伴い2008年5月26日付けで杉山康史厩舎へ、さらに同年6月16日付けで田中康弘厩舎へと所属が変更された。
調教師転身のため、2008年9月19日のレース騎乗を最後に騎手を引退。同年10月9日、第8競走終了後に引退式が実施された。
地方通算成績は4507戦317勝・2着410回・3着405回・勝率7.0%・連対率16.1%。中央競馬2戦0勝。

### 勝負服
騎手時代の勝負服の柄は青・黄山形一文字である。

### おもな騎乗馬
- ジョイフルハヤテ（2003年黒潮盃）[2]
- ロビンランサー（種牡馬）

## 調教師時代
2008年9月29日付けで調教師免許を取得。翌2009年5月25日付けで大井競馬場本場に10馬房を割り当てられ、厩舎を開業。
管理馬の初出走は2009年5月31日、大井競馬第7競走（C2四組五組条件戦）のジョイフルキット（14頭立て1番人気7着）。初勝利は同年6月26日の大井競馬第3競走（3歳40万円以上82万円未満）に出走したカズノリマンド（14頭立て8番人気）で、開業7戦目であった。
地方通算成績は921戦73勝・2着81回・3着65回・勝率7.9%・連対率16.7%（2015年9月16日現在）。